# Astigmatizam
 Ovo je glavno značenje pojma Astigmatizam. Za druga značenja pogledajte Astigmatizam (razdvojba).
Astigmatizam je stanje u kojem se svjetlosne zrake ne lome jednako na svim meridijanima oka. U svrhu podjele definirana su dva zamišljena meridijana oka, okomita jedan na drugi. Naziv astigmatizam grčkog je podrijetla i doslovno znači "bez točke". Najčešće se ispravlja naočalama s cilindričnim lećama.
Poremećaj se najčešće javlja u kombinaciji s kratkovidnošću ili dalekovidnošću, a izražava se u dioptrijama koje opisuju refrakcijsku sposobnost leće (mogućnost loma svjetla). Astigmatizam može biti stabilno stanje, ali se može i pogoršavati s vremenom.

## Klasifikacija

### Pravilni astigmatizam
Astigmatizam u kojemu se dva glavna meridijana nalaze pod pravim kutom podložan je ispravljanju i naziva se regularni (pravilni) astigmatizam. U većini slučajeva meridijani najveće i najmanje zakrivljenosti nalaze se gotovo ili potpuno vodoravno i okomito. Pravilni astigmatizam dijeli se na:
1. Jednostavni astigmatizam u kojem jedan od fokusa pada na mrežnicu. Drugi fokus pada ispred ili iza mrežnice, što znači da je jedan meridijan kratkovidan ili dalekovidan. Ovisno o mjestu drugog fokusa razlikujemo jednostavni kratkovidni i jednostavni dalekovidni astigmatizam.
2. Složeni astigmatizam u kojem niti jedan od dva fokusa ne pada na mrežnicu, već su oba ispred ili iza nje. Stanje je refrakcije tada posve dalekovidno ili kratkovidno: složeni kratkovidni ili složeni dalekovidni astigmatizam.
3. Miješani astigmatizam u kojem je jedan fokus ispred mrežnice, a drugi iza nje, tako da je refrakcija (lom svjetla) dalekovidna u jednom meridijanu, a kratkovidna u drugom.

### Kosi astigmatizam
Ako se meridijani najveće i najmanje zakrivljenosti nalaze pod pravim kutom, ali nisu postavljeni vodoravno i okomito, takav oblik regularnog astigmatizma naziva se kosi astigmatizam. Kad osi nisu pod pravim kutom, već se križaju koso, optički se sustav još uvijek može popraviti sfero-cilindričnom kombinacijom leća, a stanje se može nazvati dvostruko kosi astigmatizam.

### Nepravilni astigmatizam
Kad se nepravilnosti zakrivljenosti meridijana ne mogu povezati ni s kakvom geometrijskom figurom, stanje se naziva iregularni (nepravilni) astigmatizam. Kod nepravilnog astigmatizma zakrivljenost u različitim meridijanima vrlo je nepravilna. Mali stupanj ove greške normalno nastaje zbog građe leće, ali je tako malen da se smatra nebitnim. Ova se nepravilnost leće ponekad pojačava zbog bolesti. Značajan stupanj nepravilnog astigmatizma učestalo se nalazi jedino kod bolesti rožnice, najčešće zbog nepravilnog cijeljenja ozljeda, upale ili ulceracija. Ovdje je vidni defekt uzrokovan astigmatizmom pojačan zbog prisutnosti zamućenja rožnice, te je svaki pokušaj popravljanja vida često težak ili nemoguć. Nerijetko se viđa konusna rožnica (keratokonus) koja je izbočena prema van u obliku stošca. Oko postaje kratkovidno i astigmatično. Korekcija je vida ovdje teška zbog napredovanja bolesti i stalnih promjena optičkog stanja.
Liječenje nepravilnog astigmatizma često je nezadovoljavajuće. Popravak vida naočalama često je posve malen, ali u nekim slučajevima posve zadovoljavajući. Kod keratokonusa i drugih slučajeva sa zamućenjima može pomoći nošenje kontaktnih leća. Kad ne pomažu ni naočale niti kontaktne leće, može se pokušati kirurškim zahvatom.

## Povijest
Sir Isaac Newton (koji je vjerojatno i sam imao astigmatizam) prvi je razmatrao pitanje astigmatizma 1727. godine. Znanstvenik Thomas Young prvi je počeo detaljno istraživati ovu refrakcijsku grešku 1801. godine. On je imao astigmatizam od 1,7 dioptrije koji je ostao jednak i nakon što je uronio glavu u vodu pa je zaključio kako defekt nastaje zbog poremećaja leće. Astronom George B. Airy prvi je 1827. godine ispravio defekt cilindričnom lećom. Nizozemski je oftalmolog Franciscus Donders 1864. godine impresionirao oftalmološki svijet ukazivanjem na učestalost i važnost greške.

## Vanjske poveznice
- Medicina.hr Livia Puljak: Astigmatizam
- Što je astigmatizam Okulistički centar - okuc.hr

|  | Molimo pročitajte upozorenje o korištenju medicinskih informacija. Ne provodite liječenje bez savjetovanja s liječnikom! |